# Gerardo IV d'Armagnac
Gerardo d'Armagnac, detto "Trencaléon"; in francese: Géraud IV d'Armagnac (XII secolo – 1215), fu conte d'Armagnac e di Fezensac, dal 1193 alla sua morte.

## Origine
Gerardo, sia secondo i Documens historiques et généalogiques sur les familles et les hommes remarquables du Rouergue, che secondo Pierre de Guibours, detto Père Anselme de Sainte-Marie o più brevemente Père Anselme ed anche lo storico francese Jean de Jaurgain era il figlio primogenito del conte d'Armagnac e di Fezensac, Bernardo IV e di Stephanie o Etiennette, di cui non si conoscono gli ascendenti.
Bernardo IV d'Armagnac, sia secondo i Documens historiques et généalogiques sur les familles et les hommes remarquables du Rouergue, che secondo Père Anselme ed anche Jean de Jaurgain era il figlio primogenito del conte d'Armagnac e di Fezensac, Gerardo III e di Anicelle o Azelma di Fezensac, che, secondo la Genealogia Comitum Guasconiæ era figlia del conte di Fezensac, Astanova II (Astam-Novam) e della moglie di cui non si conoscono né il nome né gli ascendenti.

## Biografia
Secondo Jean de Jaurgain, nel 1189, Gerardo viene citato assieme al padre Bernardo (B. Armaniacensis, comes Fezensiacensi et Armaniaci, et G. filius eius) in un documento del Cartulaires du Chapitre de l'église métropolitaine Sainte-Marie d'Auch, inerente ad una donazione.
Secondo Jean de Jaurgain, Bernardo IV morì nel 1193 e Gerardo gli succedette come Gerardo IV conte d'Armagnac e di Fezensac.
Secondo i Rotuli Litterarum Patentium, nel 1202, assieme al fratello Bernardo (Gerald de Armignac et Bern de Armignac fratri suo) ricevette delle proprietà (Castell Novum et medietatem Else q Gasto de Beauc tenuit), dal re d'Inghilterra e duca di Guascogna, Giovanni Senza Terra.
Secondo il documento n° 122 della Histoire générale de Languedoc avec des notes et les pièces justificatives, vol 8, nel 1204, Gerardo (Dompnus Geraldus Armaniacensis comes) fu testimone del trattato di pace concluso dal visconte di Lomagne e la comunità di Tolosa, come riporta anche Jean de Jaurgain.
Secondo Père Anselme, sempre in quell'anno, Gerardo IV sottoscrisse una donazione alla chiesa di Acqs, fatta dal re di Castiglia, Alfonso IX di León.
Sempre secondo Père Anselme, dopo che Simone IV di Montfort, divenuto capitano generale dell'esercito Crociato nella crociata contro gli albigesi, aveva conquistato Carcassonne ed era divenuto visconte di Béziers e Carcassonne, Gerardo IV gli rese omaggio per le contee d'Armagnac e di Fezensac.
Poi (nel 1213), assieme al fratello Ruggero, partecipò all'assedio di Tolosa.

Secondo Jean de Jaurgain, Gerardo IV morì nel 1215, prima dell'8 giugno, lasciando le sue contee al cugino Gerardo V (secondo Père Anselme morì nel 1219; mentre per i Documens historiques et généalogiques sur les familles et les hommes remarquables du Rouergue, morì nel 1229 e per entrambi gli succedette il figlio, Bernardo V).

## Discendenza
Secondo Jean de Jaurgain, di Gerardo IV non si conosce nessuna discendenza.
Secondo sia Père Anselme, che i Documens historiques et généalogiques sur les familles et les hommes remarquables du Rouergue, Gerardo IV ebbe una moglie di nome Mascarose, di cui non si conoscono gli ascendenti, che gli diede due figli:
- Bernardo[1][10], che divenne conte d'Armagnac e di Fezensac, solo dopo che la morte degli zii, Arnaldo Bernardo e Pietro Gerardo, che gli avevano usurpato le contee[10]
- una figlia femmina, che secondo Jean de Jaurgain, si chiamava Mascarose[12], che andò sposa a Arnaldo Oddone, visconte di Lomagne[1][10].

### Fonti primarie
- (LA)  Rotuli Litterarum Patentium.
- (LA)  Cartulaires du Chapitre de l'église métropolitaine Sainte-Marie d'Auch.
- (LA)  Rerum Gallicarum et Francicarum Scriptires, tomus XII.
- (FR)  Histoire généalogique et chronologique de la maison royale de France, tomus III.
- (FR)  Documens historiques et généalogiques sur les familles et les hommes remarquables du Rouergue.

### Letteratura storiografica
- Louis Halphen, La Francia nell'XI secolo, in «Storia del mondo medievale», vol. II, 1979, pp. 770–806
- (FR)  Histoire générale de Languedoc avec des notes et les pièces justificatives, vol 8
- (FR) La Vasconie, étude historique et critique, vol II, su 1886.u-bordeaux-montaigne.fr. URL consultato il 21 dicembre 2018 (archiviato dall'url originale il 15 dicembre 2018).